# NECアクセステクニカ
NECアクセステクニカ株式会社（英:NEC AccessTechnica, Ltd）は、かつてNECグループに所属した企業。静岡県掛川市に本社を置いていた。旧社名は静岡日本電気株式会社。

## 概要
著名な製品にはSpeaxシリーズ（家庭用FAX、終了）、Atermシリーズ（家庭用ルータ）があった。
開発・生産の主な拠点は静岡県掛川市に存在した。最寄り駅は、天竜浜名湖鉄道天竜浜名湖線の掛川市役所前駅であった。2014年7月1日付で、NECインフロンティアへの吸収合併により（NECインフロンティアが改称した）NECプラットフォームズに統合され、同社の掛川事業所となった。

## 沿革
- 1969年10月 - 日本電気・新日本電気の折半出資により静岡日本電気株式会社として設立。資本金は1億円。
- 1970年4月 - 操業開始。当初は白黒テレビの生産が行われた（翌年6月終結）。
- 1971年4月 - 労働組合結成。
- 1972年 - 日本電気全額出資へ変更。
- 1980年 - 設計･技術部門設置。
- 1981年 - 静岡日電ビジネス株式会社設立（資本金500万円）。
- 1999年 - E棟完成。
- 2001年 - 社名をNECアクセステクニカ株式会社に変更。日本電気より事業の移管を受け、自社名での商品の開発を本格的に開始する。
- 2006年 - NEC愛克賽斯科技（蘇州）有限公司を設立。
- 2014年7月1日 - NECコンピュータテクノ、NECインフロンティア東北ともにNECインフロンティアに吸収合併され、NECプラットフォームズに統合された。

## 業績推移
| 年度     | 売上高(単独) | 売上高(連結) | 従業員数(単独) | 従業員数(連結) | 備考   |
| -------- | ------------ | ------------ | -------------- | -------------- | ------ |
| 2000年度 | 1,764億円    | －           | 1,370名        | －             | [ 1 ]  |
| 2001年度 | 1,515億円    | －           | 1,500名        | －             | [ 2 ]  |
| 2002年度 | 1,604億円    | －           | 1.501名        | －             | [ 3 ]  |
| 2003年度 | 2,167億円    | －           | 1,486名        | －             | [ 4 ]  |
| 2004年度 |              | －           |                | －             |        |
| 2005年度 | 1,305億円    | －           | 1,481名        | －             | [ 5 ]  |
| 2006年度 | 1,029億円    | －           | 1,446名        | －             | [ 6 ]  |
| 2007年度 | 1,035億円    | 1,094億円    | 1,443名        | 1,685名        | [ 7 ]  |
| 2008年度 | 886億円      | 926億円      | 1,467名        | 1,776名        | [ 8 ]  |
| 2009年度 | 791億円      | 824億円      | 1,507名        | 1,719名        | [ 9 ]  |
| 2010年度 | 844億円      | 873億円      | 1,445名        | 1,673名        | [ 10 ] |
| 2011年度 | 873億円      | 904億円      | 1,381名        | 1,681名        | [ 11 ] |
| 2012年度 | 820億円      | 852億円      | 1,332名        | 1,820名        | [ 12 ] |
| 2013年度 |              |              |                |                |        |
| 2014年度 |              |              |                |                |        |

## スポーツ活動
静岡日本電気時代の1983年に創部された女子ソフトボールチームがあり、日本リーグに所属していた。チームはNECプラットフォームズにそのまま引き継がれている（NECプラットフォームズレッドファルコンズ）。